# Pteris sulfurea
Pteris sulfurea là một loài dương xỉ trong họ Pteridaceae. Loài này được Cav. mô tả khoa học đầu tiên năm 1802.
Danh pháp khoa học của loài này chưa được làm sáng tỏ. 